# Pratap Singh
Pour les articles homonymes, voir Singh.
Pratap Singh Shâh (1751 - 1777) est le second roi du royaume du Népal, de la dynastie Shah, de 1775 à 1777.